# Hipposideros griffini
Hipposideros griffini  (Vu Dinh Trong, Puechmaille, Denzinger, Dietz, Csorba, Bates, Teeling & Schnitzler, 2012) è un pipistrello della famiglia degli ipposideridi endemico del Vietnam.

## Descrizione

### Dimensioni
Pipistrello di grandi dimensioni, con la lunghezza dell'avambraccio tra 83,3 e 90 mm, la lunghezza del piede tra 14,1 e 15,8 mm e la lunghezza delle orecchie tra 27,5 e 30 mm.

### Aspetto
Le parti dorsali sono brunastre o grigiastre mentre le parti ventrali sono più chiare. Le orecchie sono triangolari, con una concavità sul bordo posteriore appena sotto l'estremità appuntita. La foglia nasale presenta una porzione anteriore larga, con un incavo centrale sul bordo inferiore e quattro fogliette supplementari su ogni lato, un setto nasale sottile e leggermente rigonfio al centro, una porzione intermedia con una proiezione centrale, una porzione posteriore con il bordo superiore cuspidato e nei maschi, dietro di essa, è presente una grossa massa carnosa e una sacca frontale. La coda è lunga e si estende leggermente oltre l'ampio uropatagio.

### Ecolocazione
Gli ultrasuoni sono composti da un segnale con due brevi componenti iniziali e finali a frequenza modulata, intervallate da una parte lunga a frequenza costante, con un picco massimo a 79,2 kHz.

## Biologia

### Riproduzione
Un giovane è stato catturato in giugno, mentre alcuni individui sessualmente attivi sono stati osservati in agosto.

## Distribuzione e habitat
Questa specie è conosciuta soltanto in due località del Vietnam, sull'isola di Cat Ba nel nord e nel Parco nazionale di Chu Mon Ray, 1.000 km più a sud.
Vive nelle foreste montane primarie e disturbate. 

## Conservazione
Questa specie, essendo stata scoperta solo recentemente, non è stata sottoposta ancora a nessun criterio di conservazione.